# Кордофан
Кордофа́н (араб. كردفان‎) — историческая провинция в Судане. Существовала до 1994 года, затем была разделена на Южный, Северный и Западный Кордофан (упразднён в 2006 году, восстановлен в 2013 году). Административным центром являлся Эль-Обейд.

## История
Средневековой столицей Кордофана был город Нувабия, где останавливались караваны купцов из Египта. Основной статьёй экспорта были рабы. С XIII—XIV века начинается проникновение на территорию области арабизированных африканских племён.
До начала XIX в. Кордофан находился под властью султаната Сеннар. В 1821 году был завоёван египетским правителем Мухаммедом Али. До этого времени страна оставалась мало изученной европейцами: одним из первых путешественников, описавших Кордофан, стал австро-венгерский торговец Игнациус Пальме. В 1880-х годах в Кордофане развернулись основные события восстания Махди. После подавления восстания в 1898 году Кордофан стал одной из провинций Судана.